# Ismael Serrano
Ismael Serrano Morón (né le 9 mars 1974 à Madrid) est un auteur-compositeur-interprète et guitariste espagnol. 
Né dans le quartier madrilène de Vallecas, il étudie la physique à l'Université Complutense de Madrid et commence à faire des performances dans les cafés de la ville dans les années 1990. 
Il appartient à un groupe des chanteurs inspiré par le mouvement de la Canción protesta (Chanson protestation) apparu pendant le franquisme et la Nueva canción (Nouvelle chanson) latino-américaine.
Sa chanson la plus célèbre est Papá cuéntame otra vez , inspirée par le mouvement de la jeunesse rebelle, notamment celui de Mai 68.

## Discographie
- Atrapados en azul (1997)
- La memoria de los peces (1998)
- Los paraísos desiertos (2000)
- La traición de Wendy (2002)
- Principio de incertidumbre (2003)
- Naves ardiendo más allá de Orión (2005)
- El Viaje De Rosetta (2006)
- Sueños de un hombre despierto (2007)
- Acuérdate de vivir' (2010)